# José Bautista
José Antonio Bautista Santos (Santo Domingo, 19 ottobre 1980) è un ex giocatore di baseball dominicano di ruolo esterno destro, proprietario e presidente della squadra di calcio dei Las Vegas Lights.

## Carriera
Bautista fu selezionato al ventesimo turno del draft 2000 dai Pittsburgh Pirates.
Terminata la stagione 2003 passò ai Baltimore Orioles, squadra con cui debuttò nella MLB il 4 aprile 2004, al Camden Yards di Baltimora contro i Boston Red Sox.
Bautista è stato miglior battitore di fuoricampo della American League nel 2010 e nel 2011 ed è il primatista nella storia dei Blue Jays in fuoricampo in una singola stagione (54).
Il 18 aprile 2018, Bautista firmò un contratto di minor league con gli Atlanta Braves. Il 4 maggio, i Braves annunciarono che Bautista, sarebbe stato impiegato in major league come terza base a partire dal primo scontro, della serie di tre contro i San Francisco Giants. Il 12 maggio 2018, Bautista colpì il suo primo fuoricampo con i Braves. Il 20 maggio fu svincolato dalla squadra. Il 22 maggio, Bautista firmò un contratto valido un anno con i New York Mets. Il 28 agosto i Mets scambiarono Bautista con i Philadelphia Phillies in cambio di un giocatore da nominare in seguito.
Nel 2023 ha siglato un contratto di un giorno con i Toronto Blue Jays per poi ritirarsi.

## Nazionale
Con la nazionale di baseball della Repubblica Dominicana ha disputato il World Baseball Classic 2009 e il World Baseball Classic 2017. Nel 2020 partecipò ai giochi olimpici, conquistando una medaglia di bronzo.

## Palmarès

### Club
- MLB All-Star: 6

2010–2015
- Silver Slugger Award: 3

2010, 2011, 2014
- Hank Aaron Award: 2

2010, 2011
- Leader della MLB in fuoricampo: 2

2010, 2011
- Giocatore del mese dell'American League: 5

(Luglio 2010, Agosto 2010, Aprile 2011, Maggio 2011, Giugno 2012)
- Giocatore della settimana dell'American League: 4

(16 Maggio 2010; 1 agosto 2010; 29 agosto 2010; 3 luglio 2011)

### Nazionale
- Giochi olimpici:  Medaglia di Bronzo

Team Rep. Dominicana: 2020